# Triades chinoises
 (septembre 2013).
Pour les articles homonymes, voir Triade.

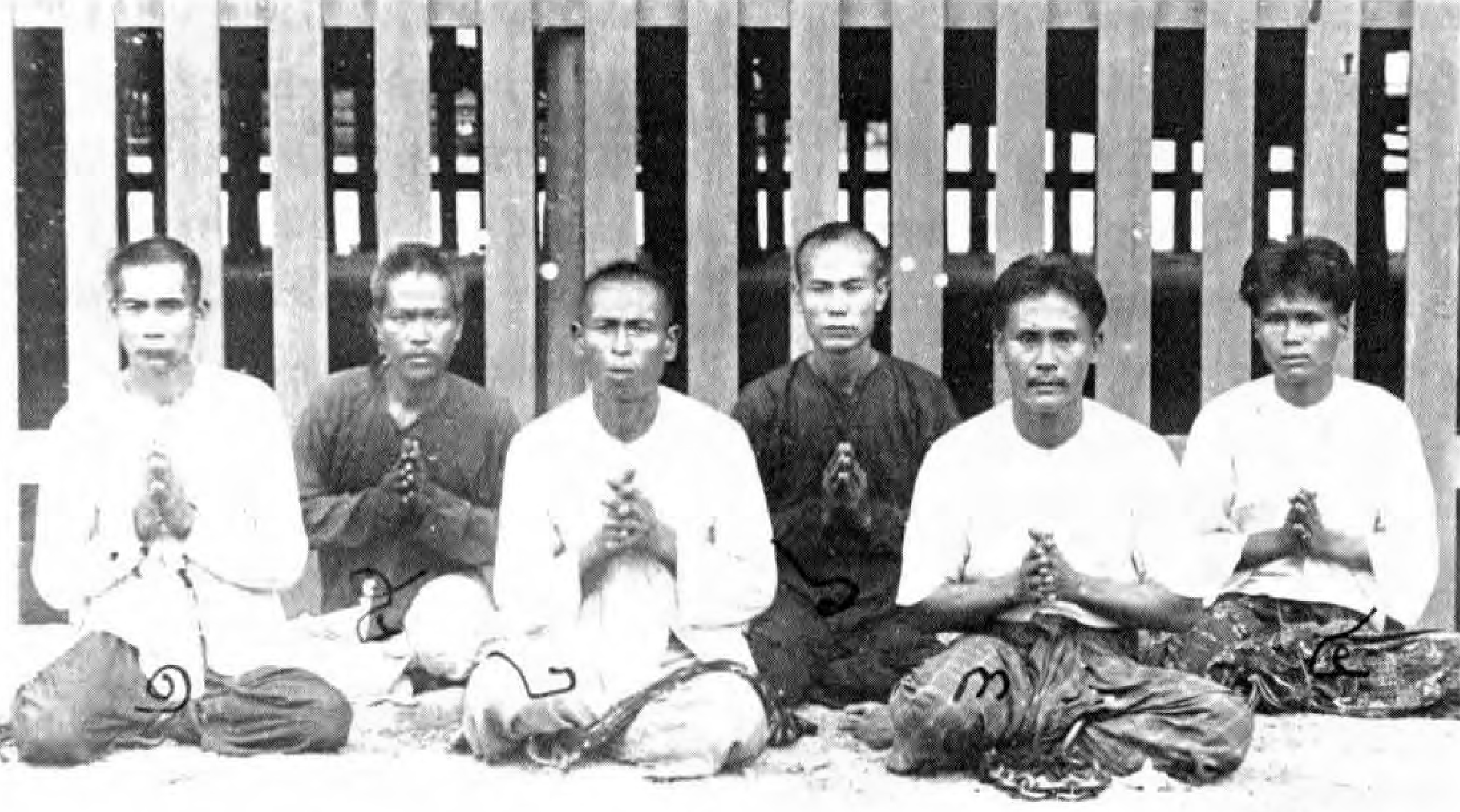
Membres de triades arrêtés en Thaïlande avant 1950.

Lointaines héritières des sociétés secrètes de la fin du XVIIe siècle, les triades chinoises (sinogrammes simplifiés : 三合会 ; sinogrammes traditionnels : 三合會; pinyin : Sānhéhuì) forment aujourd’hui une mafia puissante qui n'a plus aucun rapport avec la Triade originelle. Ils sont aujourd'hui plus de 250 000 toutes familles confondues[réf. nécessaire].
Le commissaire de police Jean-François Gayraud, considère les Triades comme étant l'une des rares organisations criminelles transnationales à pouvoir être nommées « mafia ».

## Histoire
La Triade originelle était une société secrète née en opposition à la dynastie mandchoue des Qing à la fin du XVIIe siècle. Société patriote, elle voulait restaurer l’ancienne dynastie Ming. Pour ce faire, elle a soutenu pendant des siècles de nombreuses révoltes contre la dynastie mandchoue. Ses membres possédaient un langage codé, des signes de reconnaissance et pratiquaient des disciplines de combat tenues secrètes.
Au XIXe siècle, les sociétés secrètes chinoises étaient à la fois syndicats, sociétés d'entraide, organisations politiques, groupes économiques, etc.
Les sociétés secrètes fonctionnaient comme des syndicats souvent contrôlés par des patrons. Celui qui refusait de devenir membre ne pouvait guère espérer trouver un emploi dans les mines d'étain du sud de la Thaïlande ou les moulins à riz de Bangkok.
Les ang-yi ou tua-hia faisaient également office de société d'assurance et d'entraide pour leurs membres. Elles pouvaient honorer les frais d'un procès devant un tribunal, veillaient à ce que les membres emprisonnés reçoivent un traitement décent, s'occupaient de leur personne en cas de maladie et de leur dépouille en cas de décès.
Les triades auront aussi, très tôt, une dimension politique. Le premier président de la République de Chine, Sun Yat-sen, était lui-même un « 426 », soit un responsable de la sécurité et de la discipline, de la triade des Trois-Harmonies. Entre 1903 et 1908, il fit quatre séjours au Siam au cours desquels il contacta les leaders de diverses sociétés secrètes. Les triades participèrent à une révolte en 1911 qui déboucha sur la défaite des Qing et la proclamation de la République. Plus tard, Tchang Kaï-chek utilisa ses appuis au sein de la bande Verte, une autre société secrète, pour éliminer les communistes de Shanghai. Au Siam, la plupart des leaders de triades allaient devenir des protégés des gouvernements européens et constituer ainsi une menace politique d'un autre genre pour les dirigeants.
La dimension économique des sociétés secrètes connaissait des formes très diverses mais était bien réelle. Les leaders des triades pourvoyaient aux besoins des travailleurs immigrés chinois, tels que les jeux, les alcools, l'opium et les prostituées. Ces commerces étaient alors légaux mais lourdement imposés.
Mais, dès le milieu du XIXe siècle, certains de ses membres avaient rompu avec l’idéal des origines et pratiquaient une violence gratuite au service de leurs seuls intérêts. Des loges de la Triade originelle sont ainsi devenues des gangs de voleurs et d’assassins.
En 1949, les communistes les déclarent hors-la-loi. Elles fuient alors la Chine Populaire pour s’installer à Hong Kong, Macao ou Taïwan. Dès lors, ces sociétés ne sont plus qu’un pâle reflet de leur glorieux passé. Toute leur activité se centre alors autour du crime organisé.
Les triades sont au cœur du trafic de drogue en provenance du Triangle d'or et du Sri Lanka. Cette région, située à cheval sur le Laos, la Thaïlande et la Birmanie, produit chaque année la moitié du volume mondial d’opium et de ses dérivés dont principalement l’héroïne. Les triades sont très présentes dans l’économie mondiale. Elles constituent un grand péril financier. En effet, pour donner un exemple, 1,1 % du PNB américain, soit 50 milliards d’euros, ont été produits par les triades pendant les années 1980.
Le rattachement de Hong Kong à la Chine en 1997 a soulevé quelques inquiétudes chez les dirigeants mafieux. Cependant, le gouvernement chinois témoigne d’une étrange mansuétude à l’égard des triades. Ces groupes très riches réinvestissent une large part de leur argent sale sous forme d’investissements en Chine. Ainsi, le ministre de la Sécurité publique chinois d'alors, Tao Siju, a déclaré en 1995 que « les membres des triades ne sont pas tous des gangsters. S’ils sont de bons patriotes, s’ils assurent la prospérité de Hong Kong, nous devons les respecter. » Il a même affirmé que « le gouvernement chinois est heureux de s’unir à eux. » Le rattachement de Hong Kong et de Macao et l'ouverture économique de la Chine, va ainsi permettre aux triades de se réinstaller massivement sur le continent, principalement la 14K, le gang des bambous unis et le gang des Quatre mers.

## Organisation

Structure hiérarchique d'une triade.

Les groupements mafieux se divisent en trois niveaux. Au sommet trône un chef nommé Tak khunn, la « tête de dragon ». Il donne les grandes orientations à son groupe. Peu de membres connaissent sa véritable identité. Sous ses ordres, il y a plusieurs responsables. Ils ont conservé les noms traditionnels des officiers de loge.
- L’« Éventail de papier blanc » s’occupe des finances.
- Le « Bâton rouge », spécialiste en arts martiaux, se charge du respect de la loi interne.
- La « Sandale de paille » est déléguée aux affaires extérieures du groupe.
- Le « Maître des encens » a la tâche de recruter les membres.

Enfin, les membres les plus nombreux sont les « soldats » qui constituent le bras armé de l’organisation. À chaque fonction correspond un code chiffré que l’initié exprime par un simple geste : 489 pour une « tête de dragon », 432 pour une « sandale de paille », ou 49 pour les « soldats ».
L’initiation d’un nouveau membre répond à une cérémonie particulière. On décapite un coq dont le sang est mélangé à un breuvage alcoolisé. Le futur nouveau membre jure alors de rester fidèle à la société. Puis, il s’entaille un doigt et verse quelques gouttes de son sang dans la décoction préparée. Tous les membres présents trempent leurs lèvres dans la coupe afin de sceller sa promesse.
Les triades sont indépendantes les unes des autres. En 2016, on dénombre une dizaine de grandes triades chinoises, parmi lesquelles :
- la Sun Yee On, à Hong Kong, née en 1919 à Canton, la plus importante des triades avec 50 000 membres répartis aux États-Unis, en Australie, à Macao, en Thaïlande, au Viêt Nam, au Canada et en République dominicaine, en France, au Benelux, en Allemagne, en Espagne, en Tchéquie et en Russie ;
- la Fédération Wo, à Hong Kong, née en 1908, 28 000 membres répartis au Canada, en Chine populaire et aux États-Unis ;
- la 14K, à Hong Kong, née en 1947 à Canton pour soutenir le Guomindang, 20 000 membres répartis en Chine populaire, à Macao, en Australie, au Canada, aux États-Unis, dans plusieurs pays de l'Union européenne, en Russie, à Taïwan, aux Philippines et au Japon[3] ;
- le Groupe Luen (en), à Hong Kong, compte 8 000 membres en Chine et à l'étranger, notamment à Toronto ;
- le Bambou uni, né en 1956, 10 000 à 20 000 membres répartis au Canada, au Japon et aux États-Unis ;
- la Bande des Quatre Mers, Taïwan, 2 000 à 5 000 membres, seconde triade de l'île. Peu présente à l'étranger sauf en Autriche ;
- le Grand Cercle, fondée et basée en Chine populaire à la fin des années 1960 par d'anciens gardes rouges, présente en Russie, aux États-Unis et aux Philippines.